# Учение о припоминании
Учение о припоминании (теория припоминания; познание как воспоминание, ана́мнезис, др.-греч. ἀνάμνησις) — учение Платона в области эпистемологии (теории познания).
Платон считал, что истинное познание — это познание мира идей, которое осуществляется разумной частью души. При этом различается чувственное и интеллектуальное знание (умопостижение, мышление).
Платоновское учение о припоминании (др.-греч. ἀνάμνησις) указывает в качестве основной цели познания припоминание того, что созерцала душа в мире идей, прежде чем спустилась на землю и воплотилась в человеческое тело. Предметы чувственного мира служат для возбуждения воспоминаний души.
В диалоге «Менон» Платон доказывает верность учения о припоминании на примере разговора Сократа с неким юношей. Мальчик никогда до этого не изучал математику и не имел никакого образования. Сократ же настолько хорошо поставил вопросы, что юноша самостоятельно сформулировал теорему Пифагора. Из чего Платон делает вывод, что его душа раньше, в царстве идей, встретилась с идеальным отношением сторон треугольника, которое и выражено теоремой Пифагора. Научить в этом случае — это не более чем принудить душу к припоминанию.